# Elaphoglossum melanostictum
Elaphoglossum melanostictum là một loài thực vật có mạch trong họ Lomariopsidaceae. Loài này được (Blume) Moore mô tả khoa học đầu tiên năm 1862.